# Estádio Manoel Leonardo Nogueira
Estádio Manoel Leonardo Nogueira, mais conhecido como Nogueirão, é o principal estádio de futebol da cidade de Mossoró, cidade do estado do Rio Grande do Norte. Recebe partidas dos times de Mossoró do Campeonato Potiguar, da Copa do Brasil e do Campeonato Brasileiro.
Infelizmente, o Estádio Manoel Leonardo Nogueira está fechado por tempo indeterminado, desde que uma parte de sua estrutura foi derrubada após uma grande chuva.

## Localização
O Estádio Manoel Leonardo Nogueira, o Nogueirão, de propriedade da Prefeitura Municipal de Mossoró, está localizado à rua João da Escóssia, s/n, no bairro Nova Betânia.

## História
O Nogueirão foi construído para substituir o velho campo da rua Benjamim Constant, no bairro Doze Anos, onde hoje funciona o Sesi, e onde eram disputados os jogos do campeonato mossoroense.
Sua inauguração aconteceu em 4 de junho de 1967 com o amistoso entre a Seleção Mossoroense e o Ceará Sporting Club. Ao final, vitória do Ceará por 2x0, sendo o gol inaugural marcado por Mozar.
O maior público registrado até hoje no Nogueirão foi em 11 de agosto de 1985, quando do amistoso Flamengo-RJ 3x2 Baraúnas. Na oportunidade, foram colocados 18.063 torcedores.
Devido à reforma do estádio Machadão e ao impasse quanto ao estádio Frasqueirão, em 24/02/2007 acontecia pela primeira vez um clássico entre ABC e América no Nogueirão. O jogo, válido pelo Campeonato Potiguar daquele ano, foi vencido pelo América pelo placar de 2x0 com dois gols do ídolo Souza contando com a presença, entre pagantes e não pagantes, de 5.067 torcedores.

## Capacidade
Originalmente, o Nogueirão tinha capacidade para 25 mil espectadores. Uma nova avaliação nos anos 90 reduziu essa capacidade para 17.600. Com problemas estruturais, em 2004, a capacidade foi novamente reduzida para 9 mil espectadores e, posteriormente,  para 4 mil, o que permanece até hoje.
Entre 2004 e 2006, o Nogueirão sofreu sua reforma mais significativa, porém não concluída até os dias atuais, patrocinada pela Prefeitura Municipal de Mossoró.
No dia 14 de fevereiro de 2014, o Nogueirão foi interditado totalmente, devido ao não cumprimento de medidas emergenciais acordadas com o corpo de bombeiros. Dentre as ações que deveriam ser tomadas estavam: Instalação de corrimãos, de sirene de incêndio, de hidrantes, de sistema de som, de isolamento de quadro de energia, dentre outras. O estádio já voltou às suas normalidades depois da interdição.
Atualmente, a capacidade do Estádio é de 4.000 pessoas.